# Kaoru Yachigusa

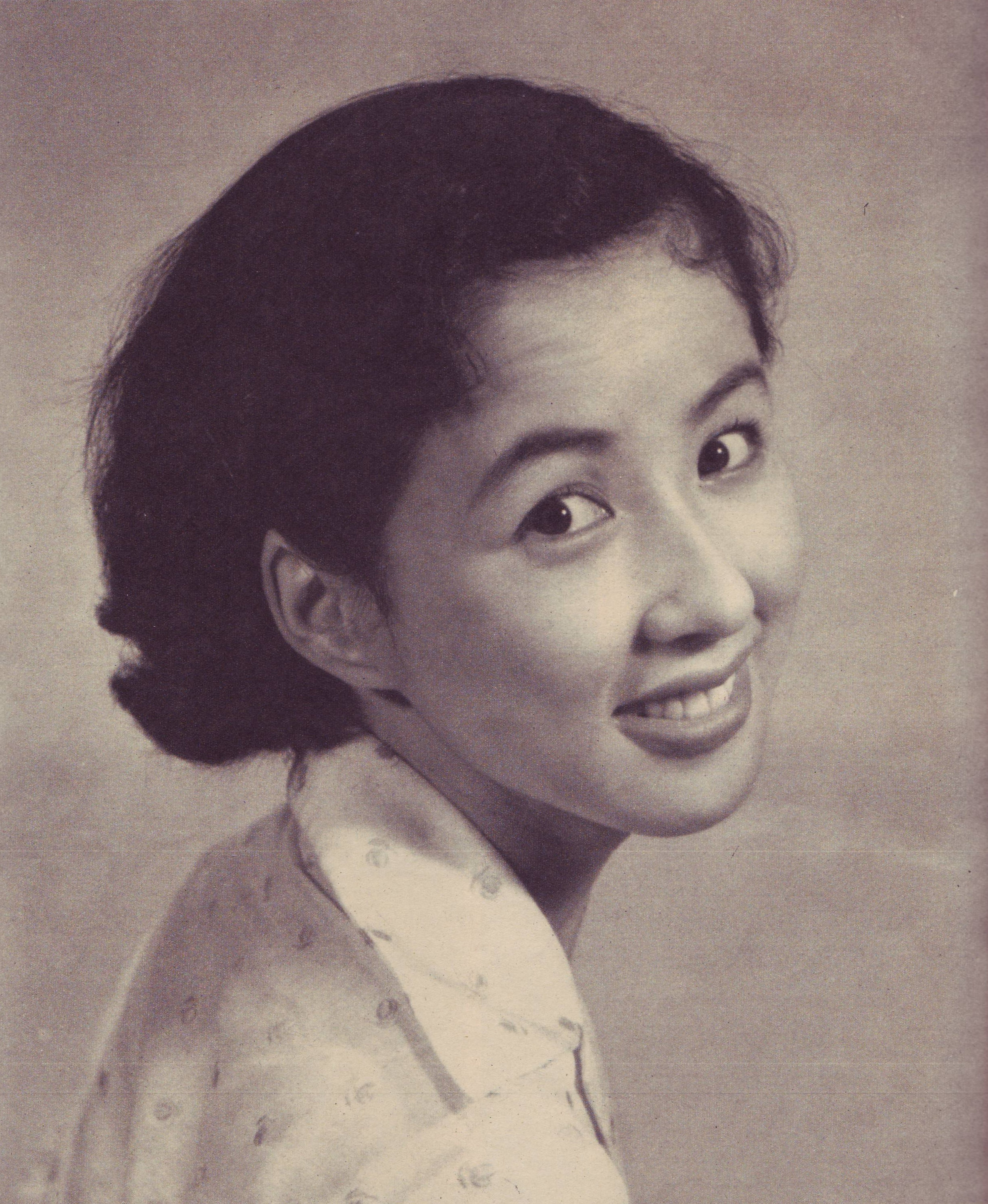
Kaoru Yachigusa (1955)

Kaoru Yachigusa (japanisch 八千草 薫 Yachigusa Kaoru; * 6. Januar 1931 in der Präfektur Osaka; † 24. Oktober 2019 in Tokio) war eine japanische Schauspielerin und Synchronsprecherin.

## Leben
Kaoru Yachigusa wurde 1931 in der Präfektur Osaka geboren. Sie begann ihre Laufbahn 1947 mit sechzehn Jahren als Mitglied der Takarazuka Revue, bei der sie für zehn Jahre bis 1957 blieb. Bereits während dieser Zeit spielte Yachigusa 1951 ihre erste kleine Filmrolle in Takarazuka fujin. Ihre erste Hauptrolle folgte 1954 im Musikfilm Madame Butterfly.
Noch im selben Jahr war Yachigusa in der Rolle der Otsu in dem vielfach ausgezeichneten Historienfilm Samurai zu sehen. 1955 und 1956 folgten zwei Fortsetzungen des Filmes, in denen Yachigusa ebenfalls mitwirkte. Die von Hiroshi Inagaki stammende Filmreihe ist heute als Samurai-Trilogie bekannt.
Zu Yachigusas späteren Filmauftritten gehört eine Hauptrolle im 1987 erschienenen Melodrama Hachiko Monogatari über den Hund Hachikō, welches 2009 mit Richard Gere in der Hauptrolle in Hollywood neu verfilmt wurde. Des Weiteren spielte sie eine Rolle im 2013 erschienenen Drama Fune o Amu.
Neben ihrer Schauspielkarriere war Kaoru Yachigusa auch als Synchronsprecherin tätig. So sprach sie unter anderem Sawako im 2014 erschienenen Anime Joban'ni no Shima sowie die Titelfigur Miss Marple in der 2004 bis 2005 produzierten Animeserie Agatha Christie's Great Detectives Poirot and Marple.
Kaoru Yachigusa war von 1957 an mit dem japanischen Filmregisseur Senkichi Taniguchi (1912–2007) verheiratet. Sie war bis ins hohe Alter als Schauspielerin tätig und wurde für ihre Leistungen mehrfach ausgezeichnet.

## Auszeichnungen
- 1997: Ehrenmedaille Japans
- 2003: Orden der Aufgehenden Sonne
- 2004: Ehrenpreis des Mainichi Eiga Concours (Tanaka-Kinuyo-Preis)
- 2004: Japanese Academy Award als beste Nebendarstellerin in Ashura no Gotoku

## Filmografie (Auswahl)
- 1951: Takarazuka fujin
- 1954: Madame Butterfly
- 1954: Samurai (Miyamoto Musashi)
- 1955: Zoku Miyamoto Musashi: Ichijōji no Kettō
- 1956: Miyamoto Musashi kanketsuhen: kettō Ganryūjima
- 1956: Rangiku monogatari
- 1958: Nuregami kenpō
- 1960: Gasu ningen dai 1 gō
- 1965: Utsukushisa to Kanashimi to
- 1974: Den-en ni shisu
- 1987: Hachiko – Wahre Freundschaft währt ewig (Hachiko Monogatari)
- 2004: Ashura no Gotoku
- 2004–2005: Agatha Christie’s Great Detectives Poirot and Marple (Animeserie, Synchronstimme)
- 2013: Fune o Amu
- 2014: Joban'ni no Shima (Anime, Synchronstimme)